# Đại sứ Hoa Kỳ tại Việt Nam
Đại sứ Hoa Kỳ tại Việt Nam (tiếng Anh: United States ambassador to Vietnam), được phía Việt Nam gọi đầy đủ là Đại sứ đặc mệnh toàn quyền Hợp chúng quốc Hoa Kỳ tại Việt Nam, là chức danh dành cho người dẫn đầu Phái đoàn Ngoại giao Hoa Kỳ tại Việt Nam và cũng là người giữ chức vụ cao nhất thường trực tại Đại sứ quán Hoa Kỳ tại Hà Nội - cơ quan ngoại giao hàng đầu và có vai trò tối quan trọng đại diện cho Hợp chúng quốc Hoa Kỳ tại nước Cộng hòa Xã hội Chủ nghĩa Việt Nam. Sau Chiến tranh Đông dương lần thứ nhất và sự thất bại của Pháp tại Việt Nam, đất nước đã bị chia cắt thành hai miền Nam và Bắc Việt Nam sau Hội nghị Genève vào năm 1954. Hoa Kỳ lúc bấy giờ không công nhận Việt Nam Dân chủ Cộng hòa nên không có quan hệ ngoại giao với quốc gia này. Sau khi Việt Nam thống nhất khoảng 20 năm, Hoa Kỳ và Việt Nam chính thức quan hệ ngoại giao với nhau.
Hoa Kỳ đã mở Văn phòng liên lạc tại Hà Nội ngày 28 tháng 1 năm 1995. Quan hệ ngoại giao được thiết lập ngày 11 tháng 7 năm 1995 và Đại sứ quán tại Hà Nội được thành lập với L. Desaix Anderson là đại biện lâm thời .

## Lịch sử

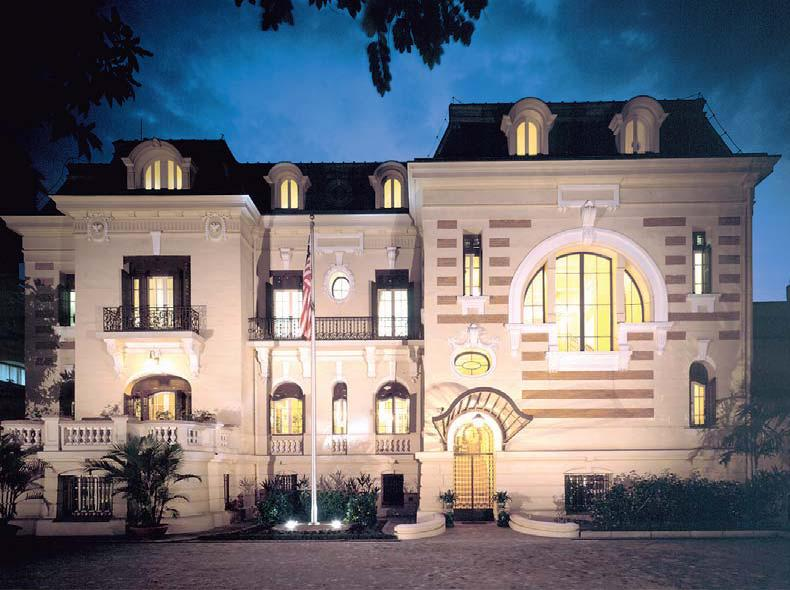
Tòa nhà Đại sứ quán Hoa Kỳ tại Việt Nam ở Hà Nội.

Trong giai đoạn đất nước bị chia cắt đến năm 1975, Hoa Kỳ chỉ có liên hệ ngoại giao với Việt Nam Cộng hòa và có đại sứ quán tại Sài Gòn.
Sau 1975, Hoa Kỳ không có liên hệ ngoại giao với Việt Nam trong 20 năm. Cho đến năm 1995, khi hai nước bình thường hóa quan hệ ngoại giao và ngày 28 tháng 1 năm 1995, Hoa Kỳ đã đặt trụ sở ngoại giao tại Hà Nội, L. Desaix Anderson được bổ nhiệm đại biện lâm thời. Ngày 11 tháng 7 năm 1997, tổng thống Bill Clinton bổ nhiệm ông Pete Peterson làm đại sứ đầu tiên. Tòa nhà nơi đại sứ quán ở được thiết kế bởi M. LaCollogne và được xây dựng vào năm 1921 bởi Indochina Public Property, một phần của chính quyền thuộc địa Pháp, dành cho các Thống đốc Tài chính Đông Dương sống ở đây cho đến năm 1948.
Vào tháng 8 năm 2021, Phó Tổng thống Hoa Kỳ Kamala Harris đã tuyên bố xây dựng Đại sứ quán mới của Hoa Kỳ tại Việt Nam. Theo Đại sứ quán, khu phức hợp Đại sứ quán Mỹ dự kiến xây dựng tại Hà Nội có tổng ngân sách 1,2 tỉ USD, quy mô 39.000m2 trên khu đất có tổng diện tích 3,2 hecta.

## Danh sách Đại sứ

### Quốc gia Việt Nam
| Họ tên            | Hình | Bổ nhiệm            | Trình quốc thư       | Miễn nhiệm           | Ghi chú |
| ----------------- | ---- | ------------------- | -------------------- | -------------------- | ------- |
| Donald R. Heath   |      | 29 tháng 6 năm 1950 | 22 tháng 10 năm 1950 | 25 tháng 6 năm 1952  |         |
| Joseph L. Collins |      | 25 tháng 6 năm 1952 | 11 tháng 7 năm 1952  | 14 tháng 11 năm 1954 |         |

### Việt Nam Cộng hòa
| Họ tên                      | Hình | Bổ nhiệm            | Trình quốc thư      | Miễn nhiệm          | Ghi chú |
| --------------------------- | ---- | ------------------- | ------------------- | ------------------- | ------- |
| G. Frederick Reinhardt      |      | 20 tháng 4 năm 1955 | 28 tháng 5 năm 1955 | 10 tháng 2 năm 1957 |         |
| Elbridge Durbrow            |      | 14 tháng 3 năm 1957 | 16 tháng 4 năm 1957 | 3 tháng 5 năm 1961  |         |
| Frederick E. Nolting, Jr.   |      | 15 tháng 3 năm 1961 | 10 tháng 5 năm 1961 | 15 tháng 8 năm 1963 |         |
| Henry Cabot Lodge, Jr.      |      | 1 tháng 8 năm 1963  | 26 tháng 8 năm 1963 | 28 tháng 6 năm 1964 |         |
| Đại tướng Maxwell D. Taylor |      | 1 tháng 7 năm 1964  | 14 tháng 7 năm 1964 | 30 tháng 7 năm 1965 |         |
| Henry Cabot Lodge, Jr.      |      | 31 tháng 7 năm 1965 | 25 tháng 8 năm 1965 | 25 tháng 4 năm 1967 |         |
| Ellsworth Bunker            |      | 5 tháng 4 năm 1967  | 28 tháng 4 năm 1967 | 11 tháng 5 năm 1973 |         |
| Graham A. Martin            |      | 21 tháng 6 năm 1973 | 20 tháng 6 năm 1973 | 29 tháng 4 năm 1975 |         |

### Cộng hòa Xã hội Chủ nghĩa Việt Nam
Chú ý: mục in nghiêng là đại biện lâm thời Đại sứ quán Hoa Kỳ tại Việt Nam.
| Họ tên                                 | Hình | Bổ nhiệm             | Trình quốc thư       | Miễn nhiệm          | Ghi chú                                |
| -------------------------------------- | ---- | -------------------- | -------------------- | ------------------- | -------------------------------------- |
| L. Desaix Anderson (đại biện lâm thời) |      | 26 tháng 8 năm 1995  |                      | 24 tháng 5 năm 1997 |                                        |
| Đại tá Pete Peterson                   |      | 11 tháng 4 năm 1997  | 14 tháng 5 năm 1997  | 15 tháng 7 năm 2001 |                                        |
| Raymond Burghardt                      |      | 28 tháng 11 năm 2001 | 5 tháng 2 năm 2002   | 5 tháng 9 năm 2004  |                                        |
| Michael W. Marine                      |      | 6 tháng 5 năm 2004   | 10 tháng 9 năm 2004  | 10 tháng 8 năm 2007 |                                        |
| Michael W. Michalak                    |      | 24 tháng 5 năm 2007  | 10 tháng 8 năm 2007  | 14 tháng 2 năm 2011 |                                        |
| Virginia E. Palmer                     |      | 14 tháng 2 năm 2011  | 14 tháng 2 năm 2011  | tháng 7 năm 2011    | Nữ Đại sứ Hoa Kỳ đầu tiên tại Việt Nam |
| David B. Shear                         |      | tháng 8 năm 2011     | 29 tháng 8 năm 2011  | tháng 12 năm 2014   |                                        |
| Ted Osius                              |      | 10 tháng 12 năm 2014 | 16 tháng 12 năm 2014 | 4 tháng 10 năm 2017 |                                        |
| Daniel Kritenbrink                     |      | 26 tháng 10 năm 2017 | 6 tháng 11 năm 2017  | 16 tháng 4 năm 2021 |                                        |
| Marc Knapper                           |      | 16 tháng 4 năm 2021  | 11 tháng 2 năm 2022  | đương nhiệm         |                                        |